# Beauty and the Beast (filme de 1991)
Beauty and the Beast (bra: A Bela e a Fera; prt: A Bela e o Monstro) é um filme de animação estadunidense de 1991 dos gêneros musical e fantasia romântica, produzido pela Walt Disney Feature Animation, sendo o 30º clássico da Disney, e distribuído pela Walt Disney Pictures. É baseado no conto de fadas de mesmo nome de Jeanne-Marie Le Prince de Beaumont e ideias do filme francês de 1946 de Jean Cocteau. O longa é centrado em um príncipe que é transformado em uma Fera e uma jovem mulher chamada Bela que ele aprisiona em seu castelo; para se tornar príncipe novamente, a Bela deve amar a Fera e ele deve ganhar seu coração, ou será Fera para sempre. Conta com as vozes de Paige O'Hara, Robby Benson, Richard White e Jerry Orbach na versão original.
A primeira tentativa de Walt Disney, sem sucesso, de adaptar La Belle et la Bête em um filme de animação foi durante os anos 1930 e 1950. Após o sucesso de A Pequena Sereia (1989), a Disney decidiu adaptar o conto de fadas, que Richard Purdum originalmente concebeu como um não-musical. O então presidente do Walt Disney Studios, Jeffrey Katzenberg, interrompeu o desenvolvimento e ordenou que o filme fosse um musical semelhante a A Pequena Sereia. Beauty and the Beast foi dirigido por Gary Trousdale e Kirk Wise, com roteiro de Linda Woolverton e história de Roger Allers. O letrista Howard Ashman e o compositor Alan Menken escreveram as canções do filme. Ashman, que também foi produtor executivo da animação, morreu de AIDS oito meses antes do lançamento do filme, e Beauty and the Beast acabou sendo dedicado à sua memória.
Estreou de maneira inacabada no Festival de Cinema de Nova Iorque em 29 de setembro de 1991, seguido de seu lançamento já como um filme completo no El Capitan Theatre no dia 22 de novembro. Beauty and the Beast foi aclamado pela crítica especializada, ganhando o Globo de Ouro de Melhor Filme - Musical ou Comédia além de se tornar o primeiro filme de animação da história a ser indicado para o Oscar de Melhor Filme; ganhou o Óscar de Melhor Trilha Sonora e Melhor Canção Original por sua canção-título. Em 2002, o filme foi selecionado para preservação no National Film Registry pela Biblioteca do Congresso dos Estados Unidos por ser "culturalmente, historicamente ou esteticamente significante". Se tornou um sucesso de bilheteria, arrecadando cerca de US$ 248 milhões no mundo todo ainda na época de seu lançamento; após alguns relançamentos nos anos subsequentes, a receita do filme aumentou para mais de US$ 424 milhões.
Em abril de 1994, Beauty and the Beast se tornou o primeiro filme de animação da Disney a ser adaptado em um musical da Broadway. O sucesso gerou duas sequências diretamente em vídeo: Beauty and the Beast: The Enchanted Christmas (1997) e Belle's Magical World (1998). Estes foram seguidos por uma série de televisão spin-off, Sing Me a Story with Belle. Uma versão IMAX foi lançada em 2002, que incluiu "Human Again", uma nova sequência musical de cinco minutos. Após o sucesso do relançamento em 3D de O Rei Leão, o filme foi relançado em 3D em 2012. Uma versão live-action foi lançada em 2017.

## Enredo
O filme se passa na França do século XVIII. Um príncipe jovem e rico vive em seu magnífico castelo. Em uma noite fria de inverno, uma velha mendiga bate na porta e oferece a ele uma rosa, em troca de abrigo. O príncipe recusa, por achá-la muito feia, e a mendiga se transforma em uma feiticeira de grande beleza. O príncipe implora perdão, mas a feiticeira - para castigá-lo pela falta de amor em seu coração - o transforma em uma fera horrenda, e seus empregados domésticos são transformados em objetos encantados, que ainda possuem atitudes humanas. A rosa que a mendiga oferecera era encantada e floresceria até o seu vigésimo primeiro aniversário. O feitiço só poderia ser quebrado se o Príncipe aprendesse a amar alguém e a ser amado em retorno, mas quando a última pétala da rosa caísse, o feitiço já não poderia mais ser quebrado. A feiticeira também lhe deu um espelho de mão mágico, que seria sua unica janela para o mundo exterior.
Dez anos se passaram e o feitiço ainda não fora quebrado. Em uma aldeia, além da floresta cercando o castelo, vive uma jovem amante dos livros, apropriadamente chamada de Bela. Por ser uma mulher inteligente, é considerada estranha pelo povo da aldeia, mas por ser muito bela é cortejada pelo caçador Gaston, que, apesar de ser o homem mais disputado da cidade, é primitivo. Ele acha que mulheres não devem ler e pensar, só servir ao marido e gerar filhos. Bela recusa suas tentativas de cortejá-la, por não aceitar suas ideias e ofender seu pai, Maurice.
Maurice é um excêntrico inventor e homem letrado, que os aldeões consideram louco. Quando conserta sua máquina de cortar lenha, parte para uma feira de invenções, montado em seu cavalo, Phillipe. Mas ao tomar um suposto atalho, os dois se perdem na floresta. Phillipe, assustado por uivos de lobos, sai correndo e deixa seu dono para trás. O inventor é atacado por lobos, e, em sua fuga, acaba encontrando os portões do castelo da Fera. Sem saber do encantamento, ele entra no castelo, chamando por alguém. Maurice é recebido por quatro dos empregados-objetos do castelo: o maître d'Lumière, um candelabro; o mordomo Horloge, um relógio; a cozinheira Madame Samovar, um bule de chá, e seu filho Zip, uma xícara de chá.
Maurice se aquece junto a lareira e bebe um bom chá, mas a Fera descobre sua presença e o prende em uma cela. Phillipe chega em casa e leva Bela até o castelo. Lá, ela faz um trato com a Fera: ser sua prisioneira no lugar de seu pai. Maurice é levado por uma carruagem encantada de volta à aldeia e pede ajuda a Gaston e outros homens, mas todos riem dele e o julgam louco por falar em uma fera. O caçador, frustrado por Bela não ter aceitado casar com ele, arquiteta um plano: internar Maurice no manicômio de Monsieur D'Arque, um homem desprezível. Mas Maurice sai em procura de Bela, e Gaston põe seu lacaio, Lefou, de vigia em frente à casa da moça.
Enquanto isso, Bela é instalada em um quarto de hóspedes, mas se recusa a jantar com a Fera, atraindo sua fúria, mas depois escapole para a cozinha, com fome. Lumière e os outros objetos encantados servem o jantar com música e dança, e Horloge a leva em um tour pelo castelo depois. Durante o tour, Bela se separa do mordomo e do maître e se aventura na Ala Oeste, onde a Fera a tinha proibido claramente de entrar. A brava moça quase toca a rosa encantada, mas a Fera a vê e a manda embora, aos gritos. Bela sai correndo do castelo, montada em Phillipe, e é atacado por uma alcateia de lobos, mas o príncipe enfeitiçado chega a tempo e luta com os animais. Ele a salva, mas fica ferido, e Bela o leva de volta para o castelo.
Mais uma vez no castelo, Bela trata dos machucados da Fera, e o agradece por ter salvado sua vida. Este lhe dá de presente sua enorme biblioteca, repleta de livros do teto ao chão. Os objetos se enchem de esperança ao ver uma profunda amizade florescer entre os dois. Uma noite, depois de bailarem, Bela admite que sente saudades de seu pai. A Fera, então, lhe mostra o espelho mágico. Através dele, Bela descobre que seu pai está desmaiado, na floresta. A Fera, por amor à jovem, a deixa ir. Bela agradece e vai embora.
Maurice é levado de volta para casa pela filha, e lá eles descobrem que Zip tinha entrado escondido em sua bagagem. Avisados por Lefou, Gaston, Monsieur D'Arque e os aldeões se reúnem em torno da casa de Bela. O proprietário do manicômio bate na porta e é atendido por Bela, que fica horrorizada. Gaston lhe diz que a única maneira de salvar seu pai é casar com ele, mas ela recusa. Para impedir que o pai seja internado como louco, Bela ordena ao espelho mágico que mostre a Fera, mas ela garante às pessoas lá reunidas que ele é bom. Gaston percebe que a moça ama o monstro e prende Maurice e sua filha no porão, enquanto lidera os homens em direção ao castelo, para matar a Fera.
Zip usa a máquina de cortar lenha de Maurice para libertá-los, e os três correm para o castelo com Phillipe. Enquanto isso, os objetos encantados travam uma batalha cômica com os aldeões e a ganham. No andar de cima, Gaston encontra a Fera, que está sem ânimo de lutar. O caçador o ataca no telhado, mas a Fera vê Bela chegando ao castelo e se recupera. Ele pensa em jogar Gaston do telhado, o que faria sem problemas há algum tempo atrás. Mas a Fera está mudada, e poupa a vida do vilão. Bela chega ao telhado, e Fera se vira para ela. Nesse momento, Gaston dá uma facada em suas costas, mas se desequilibra e cai, sacrificando sua vida.
A Fera morre nos braços de Bela. A moça chora e confessa seu amor pelo monstro, no mesmo momento em que a última pétala da rosa encantada cai. Uma chuva mágica e colorida cai dos céus e a Fera retorna à vida, na sua forma humana. Bela o reconhece por causa dos olhos azuis que a Fera tinha. Lumière, Horloge, Madame Samovar, Zip e todos os criados do castelo retornam as suas formas humanas e assistem - juntamente com Maurice - Bela bailar com seu Príncipe. Todos estão felizes.

## Elenco
- Paige O'Hara como Bela (no original em inglês: Belle):[10] uma jovem bibliofílica que busca aventura e oferece sua própria liberdade à Fera em troca da de seu pai.

Em um esforço para "melhorar" a personagem da história original, os cineastas sentiram que Bela deveria estar "inconsciente" de sua própria beleza e a tornaram "um pouco estranha". O diretor Kirk Wise se lembra de escalar O'Hara para o papel por causa de um "tom único" que ela tinha que lembrava "um pouco de Judy Garland", cuja aparência foi modelada também em Bela. James Baxter e Mark Henn serviram como supervisores de animação de Bela.
- Robby Benson como a Fera/Monstro (no original em inglês: Beast):[10] um jovem príncipe que é transformado em uma fera falante por uma feiticeira como punição por sua arrogância e egoísmo.

Os animadores o desenharam com a estrutura da cabeça e chifres de um bisão-americano, os braços e o corpo de um urso, as sobrancelhas de um gorila, os dentes e a juba de um leão, as presas de um javali, e as pernas e cauda de um lobo. Chris Sanders, um dos artistas de storyboard e de desenvolvimento visual do filme, elaborou os designs da Fera e criou desenhos baseados em pássaros, insetos e peixes antes de chegar a algo próximo ao estilo final. Glen Keane, supervisor de animação da Fera, refinou o design indo ao zoológico e estudando os animais nos quais a Fera foi baseada. Benson comentou: "Há uma raiva e um tormento neste personagem que nunca me pediram para usar antes". Os cineastas comentaram que "todo mundo era grande e grave", enquanto Benson tinha a "grande voz e o lado caloroso e acessível" para que "você pudesse ouvir o príncipe sob a pele".
- Richard White como Gaston:[10] um caçador arrogante e implacável que disputa a mão de Bela em casamento e está determinado a não deixar ninguém conquistar seu coração. Ele serve como uma personalidade contrastante para a Fera, que era originalmente tão egoísta quanto Gaston antes de salvar Bela dos lobos.

O supervisor de animação de Gaston, Andreas Deja, foi pressionado por Jeffrey Katzenberg para tornar Gaston bonito em contraste com a aparência tradicional de um vilão da Disney, uma tarefa que ele achou difícil no início. No início, Gaston é descrito mais como um narcisista do que como um vilão, mas depois ele ameaça colocar Maurice em um manicômio se Bela não se casar com ele, e eventualmente leva todos os aldeões a matar a Fera, furioso porque Bela amaria mais um monstro do que ele.
- Jerry Orbach como Lumière:[14] um maître do castelo da Fera, de bom coração, mas rebelde, com sotaque francês, que foi transformado em um candelabro. Ele tem o hábito de desobedecer às regras estritas de seu mestre, às vezes causando tensão entre eles, mas a Fera frequentemente recorre a ele em busca de conselhos. Ele é descrito como um paquerador, já que é frequentemente visto paquerando uma "espanador feminina" e imediatamente gosta de Bela.

Nik Ranieri atuou como supervisor de animação de Lumière.
- David Ogden Stiers como Cogsworth:[15] o mordomo da Fera, que é líder dos empregados domésticos e o melhor amigo de Lumière, que foi transformado em um pequeno relógio de lareira. Ele é extremamente leal à Fera, de modo a salvar a si mesmo e a qualquer outra pessoa de qualquer problema, muitas vezes levando a atritos entre ele e Lumière.

Stiers também atuou como o narrador do prólogo. Will Finn atuou como supervisor de animação de Cogsworth.
- Angela Lansbury como Sra. Potts:[16] a governanta, transformada em um bule de chá, que assume uma atitude maternal em relação à Bela.

Os cineastas citaram vários nomes para a Sra. Potts, como "Sra. Camomila", antes de Ashman sugerir o uso de nomes simples e concisos para os objetos domésticos. David Pruiksma serviu como supervisor de animação da Sra. Potts.
- Bradley Pierce como Chip:[17] filho da Sra. Potts, que foi transformado em uma xícara de chá.

Originalmente planejado para ter apenas uma fala, os cineastas ficaram impressionados com o desempenho de Pierce e expandiram significativamente os diálogos do personagem. Pruiksma também atuou como supervisor de animação de Chip.
- Rex Everhart como Maurice:[10] pai inventor de Bela. Os aldeões o consideram um louco por criar dispositivos considerados impossíveis de construir na realidade, mas sua filha leal acredita que um dia ele será famoso.

Ruben A. Aquino atuou como supervisor de animação de Maurice.
- Jesse Corti como LeFou:[10] o companheiro frequentemente abusado, mas leal e desajeitado de Gaston. Ele considera Gaston seu herói e canta uma música com os outros moradores para animá-lo. Seu nome significa "O homem louco" em francês e também uma brincadeira fonética com "The Fool" (termo em inglês para "bobo").

Chris Wahl atuou como supervisor de animação de LeFou.
- Jo Anne Worley como a guarda-roupa:[18] a autoridade do castelo sobre moda e uma ex-cantora de ópera, que foi transformada em guarda-roupa.

A personagem foi apresentada pela artista de desenvolvimento visual Sue C. Nichols ao elenco de servos então inteiramente masculino e era originalmente um personagem mais integral chamado "Madame Armoire". A Guarda-Roupa é conhecida como "Madame de la Grande Bouche" (Madame Boca Grande) na adaptação teatral do filme e é o único grande personagem objeto encantado cuja forma humana não aparece no filme. Tony Anselmo atuou como supervisor de animação da Guarda-Roupa.
- Kimmy Robertson como a Espanador:[19] uma empregada doméstica e interesse amoroso de Lumière, que foi transformada em um espanador. Ela nunca é mencionada pelo nome no filme (embora nos créditos finais ela seja listada como "Featherduster"). Posteriormente, a personagem ganhou o nome de Babette na adaptação teatral do filme em 1994, Fifi em Belle's Magical World (1998) e Plumette no remake em live-action de 2017.
- Tony Jay como Monsieur D'Arque:[20] o sádico diretor do manicômio. Gaston o suborna para ajudar em seu plano de chantagear Bela.

## Produção

### Tentativas anteriores e pré-produção
Após o amplo sucesso comercial e crítico de Branca de Neve e os Sete Anões em 1937, Walt Disney procurou outras histórias para adaptar em longas-metragens, com La Belle et la Bête entre as histórias que ele considerou. Algumas tentativas de transformar a história da Bela e a Fera em um filme foram feitas nas décadas de 1930 e 1950, mas foram abandonadas porque "provou ser um desafio" para a equipe de história do estúdio. Peter M. Nichols afirma que um fator que pode ter contribuído pela desistência do projeto pela Disney foi por Jean Cocteau já ter lançado uma versão cinematográfica do conto em 1946.
Décadas mais tarde, quando Who Framed Roger Rabbit estava quase concluído em 1987, o estúdio Disney ressuscitou o projeto de Beauty and the Beast para ser realizado por um estúdio que a empresa havia criado em Londres, Inglaterra, para trabalhar em Roger Rabbit. Richard Williams, que dirigiu as partes animadas de Roger Rabbit, foi convidado para dirigir, mas recusou em favor de continuar o trabalho em seu projeto de longa duração então inacabado, The Thief and the Cobbler. Em seu lugar, Williams recomendou seu colega, o diretor de animação inglês Richard Purdum, com os trabalhos começando com o produtor Don Hahn concebendo uma versão não musical do filme ambientada na França do século XIX. A pedido do CEO da Disney, Michael Eisner, Beauty and the Beast se tornou o primeiro filme de animação da Disney a usar um roteirista. Este foi um movimento incomum para um filme de animação, que é tradicionalmente desenvolvido em storyboards, e não em formato de roteiro. Linda Woolverton escreveu o rascunho original da história antes do início do storyboard e trabalhou com a equipe de história para reequipar e desenvolver o filme.

### Reescrita e musicalização do roteiro

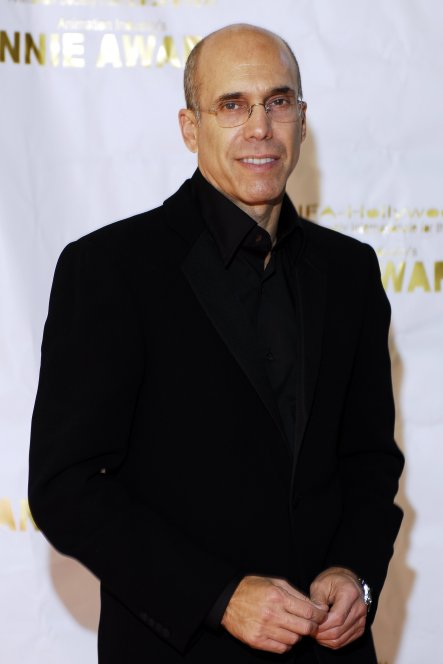
Ao ver os primeiros rolos do storyboard em 1989, o então presidente da Walt Disney Studios, Jeffrey Katzenberg, ordenou que o filme fosse descartado e reiniciado do zero.

Ao ver os primeiros rolos do storyboard em 1989, o presidente da Walt Disney Studios, Jeffrey Katzenberg, ficou insatisfeito com a ideia de Purdum e ordenou que o filme fosse descartado e reiniciado do zero. Poucos meses depois de começar de novo, Purdum renunciou ao cargo de diretor. O estúdio então abordou John Musker e Ron Clements para dirigir o filme, mas eles recusaram a oferta, dizendo que estavam "cansados" depois de terminarem de dirigir o recente sucesso da Disney, A Pequena Sereia. Katzenberg então contratou os diretores estreantes Kirk Wise e Gary Trousdale. Wise e Trousdale já haviam dirigido seções animadas de "Cranium Command", um curta-metragem para uma atração do parque temático Disney Epcot. Além disso, querendo outro filme musical, Katzenberg pediu aos compositores Howard Ashman e Alan Menken, que haviam escrito a trilha sonora de A Pequena Sereia, para transformar Beauty and the Beast em um filme musical no estilo Broadway, na mesma linha da Pequena Sereia. Ashman, que na época já estava desenganado por conta de complicações causadas da AIDS, estava trabalhando com a Disney em um projeto seu, Aladdin, e apenas relutantemente concordou em se juntar à equipe de produção de Beauty and the Beast em dificuldades. Para acomodar a saúde debilitada de Ashman, a pré-produção do filme foi transferida de Londres para o apart-hotel Residence Inn em Fishkill, Nova Iorque, perto da casa de Ashman. Lá, Ashman e Menken se juntaram a Wise, Trousdale, Hahn e Woolverton na reformulação do roteiro do filme. Como a história original tinha apenas dois personagens principais, os cineastas os aprimoraram, adicionaram novos personagens na forma de utensílios domésticos encantados que "adicionam calor e comédia a uma história sombria" e guiam o público através do filme, e adicionou um "verdadeiro vilão" na forma de Gaston.
Essas ideias eram um tanto semelhantes aos elementos da versão cinematográfica francesa de 1946, que introduziu o personagem de Avenant, um pretendente idiota um tanto semelhante a Gaston, bem como objetos inanimados ganhando vida no castelo da Fera. Os objetos animados receberam, no entanto, personalidades distintas na versão da Disney. No início de 1990, Katzenberg aprovou o roteiro revisado e o storyboard começou novamente. A produção transportou artistas de histórias entre a Califórnia e Nova Iorque para aprovações de storyboard de Ashman, embora a equipe não tenha sido informada do motivo.

### Elenco e gravação
A Disney havia originalmente considerado escalar Jodi Benson de A Pequena Sereia como Bela. Eles finalmente decidiram pela atriz e cantora da Broadway Paige O'Hara em favor de ter uma heroína que soasse "mais como uma mulher do que como uma menina". De acordo com o co-diretor Kirk Wise, O'Hara recebeu o papel porque ela "tinha uma qualidade única, um tom que ela atingia facilmente e que a tornaria especial". O'Hara, que, depois de ler sobre o filme no jornal The New York Times, competiu pelo papel contra outras quinhentas candidatas, acreditando no fato de que o letrista Howard Ashman ter admirado sua atuação na peça musical Show Boat a ajudaria a ser escalada para o filme. Laurence Fishburne, Val Kilmer e Mandy Patinkin foram originalmente considerados para dublar a Fera antes do papel ser dado ao ator Robby Benson. John Cleese foi originalmente planejado para dar voz a Cogsworth, mas acabou recusando em favor de dublar Cat. R. Waul no filme de animação da Universal Pictures An American Tail: Fievel Goes West; o papel então acabou sendo dado a David Ogden Stiers. Julie Andrews foi originalmente considerada para dublar a Sra. Potts, mas o papel acabou sendo dado a Angela Lansbury.

### Animação

Um quadro da sequência da dança no salão do filme. O fundo foi animado usando imagens geradas por computador, onde os personagens foram tradicionalmente animados pelo sistema CAPS fornecido pela Pixar, dando a ilusão de uma câmera de filme móvel.

A produção de Beauty and the Beast deveria ser concluída em um cronograma reduzido de dois anos, em vez do tradicional cronograma de produção de quatro anos da Disney Feature Animation; isso se deveu à perda de tempo de produção gasto no desenvolvimento da versão anterior do filme feito por Purdum. A maior parte da produção foi feita no estúdio principal da Feature Animation, localizado nas instalações da Air Way em Glendale, Califórnia. Uma equipe menor do parque temático Disney-MGM Studios em Lake Buena Vista, na Flórida, auxiliou a equipe da Califórnia em várias cenas, especialmente na cena de "Be Our Guest".
Beauty and the Beast foi o segundo filme, depois de The Rescuers Down Under, produzido usando o CAPS (Computer Animation Production System), um sistema digital de digitalização, tinta, pintura e composição de software e hardware desenvolvido para a Disney pela Pixar. O software permitiu uma gama mais ampla de cores, bem como sombreamento suave e efeitos de linhas coloridas para os personagens, técnicas perdidas quando o estúdio Disney abandonou a tinta à mão pela xerografia no início dos anos 1960. O CAPS também permitiu que a equipe de produção simulasse efeitos multiplanos: colocando personagens e/ou planos de fundo em camadas separadas e movendo-os em direção/afastamento da câmera no eixo Z cartesiano para dar a ilusão de profundidade, bem como alterar o foco de cada camada.
Além disso, o CAPS permitiu uma combinação mais fácil de arte desenhada à mão com imagens geradas por computador, que antes tinham que ser plotadas em papel de animação e depois xerocadas e pintadas tradicionalmente. Essa técnica foi usada de forma significativa durante a sequência da valsa "Beauty and the Beast", na qual Bela e a Fera dançam em um salão de baile gerado por computador enquanto a câmera gira ao redor deles em um espaço 3D simulado. Os cineastas decidiram originalmente contra o uso de computadores em favor da animação tradicional, mas mais tarde, quando a tecnologia melhorou, decidiram que poderia ser usado para uma cena no salão de baile. Antes disso, os ambientes em CGI haviam sido impressos como wireframe, mas esta foi a primeira vez que a Disney fez uso de renderização 3D. O sucesso da sequência do salão de baile ajudou a convencer os executivos do estúdio a investir ainda mais em animação por computador nas produções posteriores. O hardware tecnológico usado para o CGI foi o SGI, e o software usado foi o RenderMan da Pixar.
A cena final que mostra Bela e o Príncipe dançando foi reutilizada da sequência final de dança entre a Princesa Aurora e o Príncipe Phillip do filme A Bela Adormecida de 1959. Segundo Trousdale, isso foi feito porque a produção do filme estava chegando ao fim e o cronograma já estava começando a se atrasar, o que fez com que essa maneira se tornasse a mais fácil e rápida de fazer aquela sequência.

### Música
Ashman e Menken escreveram a trilha sonora de Beauty and the Beast durante o processo de pré-produção em Fishkill, sendo a opereta de abertura "Belle" a primeira composição do filme. Outras canções incluíam "Be Our Guest", cantada (em sua versão original) para Maurice pelos objetos quando ele se torna o primeiro visitante a comer no castelo em uma década, "Gaston", um solo para o vilão arrogante e seu ajudante desajeitado, "Human Again", uma canção que descreve o amor crescente de Bela e Fera a partir da perspectiva dos objetos, a balada de amor "Beauty and the Beast (Tale as Old as Time)" e o clímax "The Mob Song". À medida que o desenvolvimento da história e da música chegava ao fim, a produção completa começou em Burbank, enquanto a gravação da voz e da música começou na cidade de Nova Iorque. As canções de Beauty foram em sua maioria gravadas ao vivo com a orquestra e o elenco de voz tocando simultaneamente, em vez de dubladas separadamente, a fim de dar às canções uma "energia" semelhante a um álbum de elenco que os cineastas e compositores desejavam.
Durante o curso da produção, muitas mudanças foram feitas na estrutura do filme, sendo necessária a substituição e redefinição de músicas. Depois de exibir uma versão animada da sequência "Be Our Guest", o artista de histórias Bruce Woodside sugeriu que os objetos deveriam cantar a música para Bela, e não para seu pai. Wise e Trousdale concordaram, e a sequência e a música foram reformuladas para substituir Maurice por Bela. A música-título do filme passou por uma certa incerteza durante a produção. Originalmente concebida como uma música voltada para o rock, foi alterada para uma balada lenta e romântica. Howard Ashman e Alan Menken pediram a Angela Lansbury para cantar a música, mas ela não achou que sua voz fosse adequada para a melodia.
Quando ela expressou suas dúvidas, Menken e Ashman pediram-lhe pelo menos uma tomada e disseram-lhe para cantar a música como achasse melhor. Lansbury supostamente levou todos no estúdio às lágrimas com sua interpretação, acertando a música na única tomada que lhe foi pedida. Esta versão ganhou o Óscar de melhor canção original. "Human Again" foi retirado do filme antes do início da animação, pois sua letra causava problemas na história sobre a linha do tempo em que a história se passava. Isso exigiu que Ashman e Menken escrevessem uma nova música em seu lugar. "Something There", em que Bela e Fera cantam (via narração) sobre seu crescente carinho um pelo outro, foi composta no final da produção e inserida no roteiro no lugar de "Human Again". Mais tarde, Menken revisaria "Human Again" para inclusão na versão teatral da Broadway de Beauty and the Beast de 1994, e outra versão revisada da música foi adicionada ao próprio filme em uma nova sequência criada para o relançamento da edição especial do filme em 2002.
Ashman morreu de complicações relacionadas à AIDS aos 40 anos de idade em 14 de março de 1991, oito meses antes do lançamento do filme. Ele nunca viu o filme finalizado, embora tenha conseguido vê-lo em seu formato inacabado. O trabalho de Ashman em Aladdin foi completado por outro letrista, Tim Rice. Antes da morte de Ashman, membros da equipe de produção do filme o visitaram após a bem recebida primeira exibição do filme, com Don Hahn comentando que "o filme seria um grande sucesso. Quem poderia imaginar?", a qual Ashman teria respondido: "Eu, com toda a certeza". Uma homenagem a Ashman foi incluída no fim dos créditos finais do filme: "Ao nosso amigo Howard, que deu a voz a uma sereia e a alma a uma fera. Seremos eternamente gratos. Howard Ashman: 1950–1991".
Uma versão pop do tema "Beauty and the Beast", interpretada por Céline Dion e Peabo Bryson nos créditos finais, foi lançada como single comercial da trilha sonora do filme, acompanhada por um videoclipe. Esta versão se tornou um sucesso pop internacional e teve um desempenho consideravelmente bom nas paradas de todo o mundo. A música se tornou o segundo single de Dion a chegar ao top 10 da Billboard Hot 100, chegando ao nono lugar. A canção alcançou a posição número três na parada Adult Contemporary, também da Billboard. No Canadá, "Beauty and the Beast" alcançou a segunda posição. Fora da América do Norte, a canção alcançou o pico entre os dez primeiros na Nova Zelândia e no Reino Unido, enquanto atingiu o pico entre os vinte primeiros na Austrália, Holanda e Irlanda. A música vendeu mais de um milhão de cópias em todo o mundo. Foi indicada para Gravação do Ano, Canção do Ano e Melhor Performance Vocal Pop Duo/Grupo durante a 35ª cerimônia do Grammy Awards, vencendo o último.

## Lançamento

### Trabalho em andamento e exibição teatral original
Em uma realização inédita para a The Walt Disney Company, uma versão inacabada de Beauty and the Beast foi exibida no Festival de Cinema de Nova Iorque em 29 de setembro de 1991. O filme foi considerado um "trabalho em andamento" porque aproximadamente apenas 70% da animação havia sido concluída até aquela altura; storyboards e desenhos à lápis foram utilizados em substituição aos 30% restantes. Além disso, certos segmentos do filme que já haviam sido finalizados foram revertidos para estágios anteriores de conclusão. No final da exibição, Beauty and the Beast foi aplaudida de pé por dez minutos pelo público que estava presente no festival. O filme completo foi exibido fora de competição no Festival de Cinema de Cannes de 1992. O filme finalizado estreou no El Capitan Theatre em Hollywood em 13 de novembro de 1991, iniciando um lançamento limitado antes de se expandir em 22 de novembro, junto com An American Tail: Fievel Goes West.

### Relançamentos
O filme foi restaurado e remasterizado para seu relançamento no Dia de Ano Novo de 2002 nos cinemas IMAX em uma versão especial, incluindo uma nova sequência musical. Para esta versão do filme, grande parte da animação foi limpa, uma nova sequência definida para a música excluída "Human Again" foi inserida no segundo ato do filme e uma nova masterização digital dos arquivos originais de produção do CAPS foi usada para fazer o negativo de filme IMAX de alta resolução.
Uma edição em karaoke, apresentada por Jordin Sparks, foi lançada em cinemas selecionados em 29 de setembro e 2 de outubro de 2010. Antes da exibição, Sparks mostrou uma visão exclusiva dos bastidores do filme recém-restaurado e da produção dela no novo videoclipe da faixa "Beauty and the Beast". Houve também comentários do produtor Hahn, entrevistas com o elenco e uma visão interna de como a animação foi criada.
Uma versão em Disney Digital 3-D, a segunda de um filme tradicionalmente animado, foi originalmente programada para ser lançada nos cinemas dos Estados Unidos em 12 de fevereiro de 2010, mas o projeto foi adiado, primeiro para 2011 e depois para 2012. Em 25 de agosto de 2011, a Disney anunciou que a versão 3D do filme faria sua estreia nos Estados Unidos no El Capitan Theatre de Hollywood, de 2 a 15 de setembro de 2011. A Disney gastou menos de US$ 10 milhões para realizar a conversão em 3D. Após o bem-sucedido relançamento em 3D de O Rei Leão, a Disney anunciou um amplo relançamento em 3D de Beauty and the Beast na América do Norte a partir de 13 de janeiro de 2012.
Para comemorar o 100º aniversário da Disney, Beauty and the Beast foi relançado em cinemas da rede Cinemark selecionados de 18 a 31 de agosto de 2023 nos Estados Unidos, em todo o Reino Unido de 22 a 28 de setembro, e nos cinemas da rede Helios em toda a Polônia em 7 de outubro.

### Mídia doméstica
Em 30 de outubro de 1992, nos Estados Unidos e Canadá, a Walt Disney Home Video (atualmente conhecida como Walt Disney Studios Home Entertainment) lançou o filme em VHS e LaserDisc como parte da série Clássicos Disney, e mais tarde colocou-o em moratória. A versão "work-in-progress" exibida no Festival de Cinema de Nova York também foi lançada em VHS e LaserDisc nesta época; entretanto, essa versão era a única disponível neste último formato até o outono de 1993, quando a versão teatral completa foi lançada. Esta medida visava diminuir a ameaça da pirataria de fazerem cópias derivadas do LaserDisc (que não são protegidas contra cópia) e vendê-las nos mercados internacionais, onde o filme ainda não estava disponível para lançamento nacional. Em outubro de 1993, o VHS ultrapassou a marca recorde de 20 milhões de unidades comercializadas. Ainda em 1993, o filme também foi lançado em home video em diversos países, incluindo o Reino Unido em 20 de setembro daquele ano, onde vendeu um recorde de 8,5 milhões de unidades.
Beauty and the Beast: Special Edition, como é chamada a versão aprimorada do filme lançada em IMAX/formato grande, foi lançada em um VHS e DVD de disco duplo "Platinum Edition" certificado pela THX em 8 de outubro de 2002. O conjunto do DVD do filme apresenta três versões da animação: a edição especial IMAX estendida com a sequência "Human Again" adicionada, a versão teatral original e a versão "work-in-progress" do Festival de Cinema de Nova York.
Em 5 de outubro de 2010, o filme ganhou sua primeira versão em Blu-ray como parte da segunda edição da coleção Diamond da Disney, na forma de um pacote combinado de três discos Blu-ray Disc e DVD, marcando o primeiro lançamento de Beauty and the Beast em vídeo doméstico em formato de alta definição. Esta edição consiste em quatro versões do filme: a versão teatral original, uma versão estendida, a versão "work-in-progress" do Festival de Cinema de Nova York e uma quarta interativa que exibia os storyboards via picture-in-picture ao lado da versão teatral original. Em sua primeira semana de lançamento, o Blu-ray vendeu 1,1 milhão de unidades, liderando a parada de vendas do formato e terminando em terceiro lugar na parada combinada de vendas de Blu-ray e DVD na semana encerrada em 10 de outubro de 2010. Foi o segundo Blu-ray mais vendido de 2010, atrás apenas de Avatar. Uma edição em DVD de dois discos foi lançada em 23 de novembro de 2010.
Uma edição exclusiva em comemoração ao 25º aniversário do filme foi lançada em Digital HD em 6 de setembro de 2016, seguida por um pacote combo Blu-ray/DVD em 20 de setembro de 2016. Após sua primeira semana de lançamento na mídia doméstica nos Estados Unidos, este lançamento liderou a parada de vendas de discos Blu-ray e estreou em terceiro lugar na parada Nielsen VideoScan First Alert, que rastreia as vendas gerais de discos, atrás de Teenage Mutant Ninja Turtles: Out of the Shadows e Capitão América: Guerra Civil. O filme foi lançado em download digital 4K e Ultra HD Blu-ray em 10 de março de 2020.

## Recepção

### Desempenho comercial
Durante seu circuito de lançamento original, Beauty and the Beast arrecadou US$ 9,6 milhões em seu fim de semana de estreia, ficando em terceiro lugar, atrás de A Família Addams e Cape Fear. Durante seu lançamento original em 1991, o filme arrecadou US$ 145,9 milhões em receitas de bilheteria na América do Norte e US$ 248,8 milhões em todo o mundo. Foi o terceiro filme de maior sucesso comercial de 1991 na América do Norte, superado apenas pelos sucessos de bilheteria de verão Terminator 2: Judgment Day e Robin Hood - O Príncipe dos Ladrões. Na época, Beauty and the Beast foi o filme de animação da Disney de maior sucesso e o primeiro filme de animação da história a bater a marca de US$ 100 milhões nos Estados Unidos e Canadá em sua exibição inicial. Em seu relançamento no formato IMAX, arrecadou US$ 25,5 milhões na América do Norte e US$ 5,5 milhões em outros territórios, totalizando US$ 31 milhões em todo o mundo.
O filme também arrecadou US$ 9,8 milhões com seu relançamento em 3D no exterior. Durante o fim de semana de abertura de seu relançamento em 3D na América do Norte em 2012, Beauty and the Beast arrecadou US$ 17,8 milhões, ficando em segundo lugar, atrás de Contrabando, e alcançou o maior fim de semana de estreia para um filme de animação em janeiro. Esperava-se que o filme faturasse US$ 17,5 milhões no fim de semana; no entanto, os resultados superaram as previsões e as expectativas dos analistas de bilheteria. O relançamento terminou em 3 de maio de 2012 e arrecadou US$ 47,6 milhões, o que elevou o faturamento total do filme na América do Norte para US$ 219 milhões. Considerando todos os lançamentos desde 1991, o filme já acumulou cerca US$ 424 milhões em todo o mundo.

### Resposta da crítica
Após seu lançamento, Beauty and the Beast recebeu aclamação universal da crítica e do público por sua animação, roteiro, personagens, trilha sonora, números musicais e dublagem. O site agregador de resenhas Rotten Tomatoes dá ao filme um índice de aprovação de 93% com base nas resenhas de 121 críticos, obtendo uma classificação média de 8,5/10; o consenso crítico do site diz: "Encantador, extremamente romântico e apresentando muitos números musicais maravilhosos, Beauty and the Beast é um dos trabalhos de animação mais elegantes da Disney". O possui uma pontuação de 95/100 no Metacritic, o que indica as críticas como "aclamação universal". O público dos cinemas consultado pelo CinemaScore deu ao filme uma rara nota média "A+".
Janet Maslin, jornalista cinematográfica do jornal The New York Times, elogiou o filme com a seguinte declaração: "Dois anos atrás, a Walt Disney Pictures reinventou o conceito de filme de animação, não apenas com o objetivo de agradar as crianças, mas também um público mais velho e mais experiente em mente. A Disney realmente superou uma lacuna de gerações com A Pequena Sereia. Agora, um raio definitivamente atingiu duas vezes o estúdio com Beauty and the Beast". Atribuindo ao filme a pontuação mais alta de quatro estrelas em sua crítica, Roger Ebert do Chicago Sun-Times comparou o filme positivamente com Branca de Neve e os Sete Anões e Pinóquio, escrevendo: "Beauty and the Beast remonta a uma época mais antiga e tradição mais saudável de Hollywood, na qual os melhores escritores, músicos e cineastas estão reunidos para um projeto, na suposição de que o público familiar também merece grande entretenimento". Gene Siskel, também do Chicago Tribune, deu ao filme quatro de quatro estrelas, dizendo: "Beauty and the Beast é um dos filmes mais divertidos do ano para adultos e crianças". Numa avaliação conjunta do filme durante o programa Siskel & Ebert, tanto Siskel quanto Ebert proclamaram que o filme é "um candidato legítimo à consideração do Oscar de Melhor Filme do Ano". Em 2001, Ebert novamente deu quatro de quatro estrelas ao filme durante o relançamento em IMAX.
James Berardinelli, do ReelViews, avaliou o filme de forma semelhante, ao saudá-lo como "o melhor filme de animação já feito", escrevendo: "Beauty and the Beast atinge uma mistura quase perfeita de romance, música, invenção e animação". O uso da animação por computador, principalmente na sequência do salão de baile, foi apontado em diversas críticas como um dos destaques do filme. Hal Hinson, crítico de cinema do jornal The Washington Post, deu uma crítica positiva ao filme, chamando-o de "uma fábula moderna deliciosamente satisfatória, uma quase obra-prima que se baseia nas tradições sublimes do passado, permanecendo completamente em sincronia com a sensibilidade de seu tempo". Dave Kehr do Chicago Tribune deu ao filme três de quatro estrelas, dizendo "Beauty and the Beast é certamente um bom entretenimento de férias adequado para crianças e seus pais mais indulgentes... Mas o filme tem pouca facilidade técnica, vívido de caracterização e impacto emocional do passado da Disney".
O crítico do jornal Orlando Sentinel Jay Boyar deu ao filme quatro de cinco estrelas, dizendo: "Não é um filme especialmente assustador, mas desde o início do filme, você pode perceber que a 'Fera' tem uma mordida linda". John Hartl, do The Seattle Times, deu ao filme três estrelas e meia de quatro, dizendo: "É excepcionalmente difícil fazer o público se importar com personagens animados, a menos que sejam sereias, animais ou insetos antropomorfizados, mas os animadores da Disney, com uma grande ajuda dos talentos vocais de um elenco soberbo, de certa forma conseguiram". Michael Sragow, do The New Yorker, deu uma crítica positiva ao filme, dizendo: "Ele tem vigor e clareza na narrativa, animação brilhante e eclética e um humor musical brincalhão". Eric Smoodin escreveu em seu livro Animating Culture que a Disney estava tentando compensar os estereótipos de gênero anteriores com Beauty and the Beast; Smoodin também afirma que, na forma como tem sido visto como reunindo contos de fadas tradicionais e feminismo, bem como animação digital e tradicional, a "grandeza do filme poderia ser provada em termos de narrativa tecnológica ou mesmo política". O renomado animador Chuck Jones elogiou o filme, em uma aparição especial em 1992 no programa Later com Bob Costas, onde ele afirmou: "Adorei. Acho que deveria ter ganhado [o Óscar de Melhor Filme]... A animação da Fera é uma das melhores que já vi".
David Whitley escreveu em seu livro The Idea of Nature in Disney Animation que Bela é diferente das heroínas anteriores da Disney porque ela está praticamente livre dos fardos do trabalho doméstico, embora seu papel seja um tanto indefinido da mesma forma que "a cultura contemporânea agora exige que a maioria das meninas adolescentes contribuam pouco com o trabalho doméstico antes de saírem de casa e tenham que assumir as múltiplas e pesadas responsabilidades da mãe trabalhadora”; Whitley também observa outros temas e influências modernas, como a visão crítica do filme sobre o chauvinismo e a atitude de Gaston em relação à natureza, os servos do castelo atuando como empregados e o papel do pai de Bela como inventor e não como comerciante.
A maioria dos críticos considera o filme de animação de 1991 como superior ao remake em live-action de 2017. Michael Phillips, do Chicago Tribune, afirmou que o filme de 1991 "funcionou maravilhosamente bem porque era pura Broadway, escrito para a tela, misturando comédia, romance e magia e sarcasmo suficiente nas margens", enquanto o remake de 2017 se perdeu na tradução disso tudo; Phillips também escreveu sobre o filme de 2017 que "muitas vezes estamos assistindo artistas altamente qualificados, além de alguns menos visivelmente talentosos, presos em karaokê ou trabalhos de captura de movimento de qualidade mediana". Dana Schwartz do Observer criticou algumas das mudanças do filme de 2017 em personagens como a Fera e Gaston como regressivas, diluindo suas personalidades distintas do filme de 1991, argumentando ainda que a história de fundo adicionada aos personagens na versão de 2017 falhou para "avançar o enredo ou tema de qualquer forma significativa". David Sims, do The Atlantic, escreveu que o filme de 2017 "parece particularmente flagrante, em parte, porque é tão servilmente dedicado ao original; toda vez que fica aquém de seu antecessor (o que é bastante frequente), é difícil não notar".
Beauty and the Beast é até hoje um dos filmes de animação mais aclamados dos estúdios Disney. Em 2010, a IGN nomeou o filme como a maior animação de todos os tempos, diretamente à frente de WALL-E, The Incredibles, Toy Story 2 e O Gigante de Ferro.

### Prêmios, indicações e homenagens
A canção "Beauty and the Beast" de Alan Menken e Howard Ashman ganhou o Oscar de melhor canção original, enquanto a trilha sonora de Menken ganhou o prêmio de Melhor Trilha Sonora Original. Foi o primeiro filme a receber três indicações ao Óscar de Melhor Canção Original, feito que seria repetido por O Rei Leão (1994), Dreamgirls (2006) e Enchanted (2007). Desde então, as regras da Academia foram alteradas para limitar cada filme a duas indicações nesta categoria, devido às consecutivas falhas não intencionais de Dreamgirls e Enchanted em ganhar o prêmio.
O filme também foi indicado para Melhor Filme e Melhor Som. Foi o primeiro filme de animação da história a conseguir uma indicação para Melhor Filme no Óscar, permanecendo como o único filme de animação a conseguir tal feito até 2009, quando Up da Pixar repetiu a façanha. Foi ainda o terceiro filme da Disney a ser indicado para Melhor Filme, depois de Mary Poppins (1964) e Dead Poets Society (1989). Tornou-se o primeiro musical em doze anos a ser indicado ao Oscar de Melhor Filme, depois de All That Jazz (1979), e o último a ser indicado até Moulin Rouge! (2001), dez anos depois. Com seis indicações, o filme atualmente compartilha o recorde de maior número de indicações para um filme de animação juntamente com WALL-E (2008), embora, com três indicações na categoria de Melhor Canção Original, as indicações de Beauty and the Beast abrangem apenas quatro categorias, enquanto as indicações de WALL-E cobrem seis categorias individuais.
Enquanto A Pequena Sereia foi a primeira animação da história a ser indicada para o Globo de Ouro de Melhor Filme - Musical ou Comédia, Beauty and the Beast foi a primeira a vencê-lo. Este feito foi repetido mais tarde por O Rei Leão e Toy Story 2.
| Óscar         | Melhor Trilha Sonora Melhor Canção Original - "Beauty and the Beast" |
| Globo de Ouro | Melhor Comédia ou Musical Melhor Trilha Sonora Original Melhor Canção Original - "Beauty and the Beast" |
| Grammy        | Melhor Álbum Infantil Melhor Performance Musical Pop por um grupo ou dupla - "Beauty and the Beast" Melhor Composição Instrumental Escrita Para Um Filme Melhor Canção Escrita Especialmente Para Filme ou Para Televisão - "Beauty and the Beast" Melhor Performance Instrumental Pop - "Beauty and the Beast" |

| Óscar            | Melhor Filme Melhor Canção Original - "Belle" Melhor Canção Original - "Be Our Guest" Melhor Mixagem de Som |
| Globo de Ouro    | Melhor Canção Original - "Be Our Guest"                                                                     |
| Grammy           | Música do ano - "Beauty and the Beast" Gravação do Ano - "Beauty and the Beast" Álbum do Ano                |
| Satellite Awards | Melhor DVD Jovem                                                                                            |
| Hugo Awards      | Melhor Apresentação Dramática                                                                               |

Em 2002, o filme foi adicionado ao National Film Registry dos Estados Unidos como sendo considerado "culturalmente, historicamente ou esteticamente significativo". Em junho de 2008, o American Film Institute revelou suas listas "10 Top 10" dos dez melhores filmes em dez gêneros "clássicos" do cinema americano, com base em pesquisas com mais de 1.500 pessoas da comunidade criativa, com Beauty and the Beast sendo reconhecido como o sétimo melhor filme estadunidense do gênero animação. Nas listas anteriores da AFI, o filme constou em 22º lugar na lista dos melhores musicais e em 34º na lista de melhores filmes românticos. O filme também consta na lista de melhores canções em filmes estadunidenses, ocupando a 62ª posição com a faixa "Beauty and the Beast".
No geral, Beauty and the Beast foi nomeado e finalista nas seguintes listas do American Film Institute:
- 1998: Melhores filmes estadunidenses - indicado[113]
- 2002: Melhores histórias de amor do cinema estadunidense - #34[111]
- 2003: Maiores heróis e vilões do cinema:
  - Bela – indicada (na lista de Heróis)
- 2004: Melhores canções do cinema estadunidense:
  - "Beauty and the Beast" - #62[112]
  - "Be Our Guest" - indicado[114]
- 2006: Melhores musicais do cinema estadunidense - #22[115]
- 2007: Melhores filmes estadunidenses (atualização) - indicado[116]
- 2008: Melhores filmes de animação estadunidenses - #7[110]

## Adaptações

### Musical da Broadway
De acordo com um artigo no jornal Houston Chronicle "o catalisador para a aventura da Disney nos palcos foi um artigo do crítico de teatro do The New York Times, Frank Rich, que elogiou Beauty and the Beast como o melhor musical de 1991. O diretor executivo do teatro Theatre Under The Stars (TUTS), Frank Young estava tentando fazer com que a Disney se interessasse por uma versão teatral de Beauty, mais ou menos na mesma época em que Eisner e Katzenberg refletiam sobre a coluna de Rich. Mas Young parecia não conseguir entrar em contato com a pessoa certa no império Disney. Nada aconteceu até os executivos da Disney começarem a perseguir o projeto desde o fim. Quando perguntaram a George Ives, chefe do Actors Equity [sindicato dos artistas do teatro estadunidense] na Costa Oeste, qual teatro de Los Angeles seria o melhor local para o lançamento de um novo musical, Ives disse que seria o TUTS. Não muito depois disso, Don Frantz e Bettina Buckley da Disney contataram Young e a parceria já estava em andamento". Uma condensação teatral do filme, dirigida por Robert Jess Roth e coreografada por Matt West, ambos os quais passaram para o desenvolvimento da peça na Broadway, já havia sido apresentada na Disneyland, no então palco do Videopolis. Beauty and the Beast estreou em uma produção conjunta no Theatre Under The Stars e no Disney Theatricals no Music Hall, Houston, Texas, de 28 de novembro de 1993 a 26 de dezembro de 1993.
Em 18 de abril de 1994, Beauty and the Beast estreou na Broadway, no Teatro Palace, em Nova York, recebendo críticas mistas. O show foi transferido para o Lunt-Fontanne Theatre em 11 de novembro de 1999. O sucesso comercial do show levou a produção a ser estendida para o West End Theatre, Toronto, Canadá, para depois em todo o mundo. A versão da Broadway, que durou mais de uma década, recebeu um Tony Award e se tornou a primeira de uma linha completa de produções teatrais da Disney. O elenco original da Broadway incluía Terrence Mann como a Fera, Susan Egan como Bela, Burke Moses como Gaston, Gary Beach como Lumière, Heath Lamberts como Cogsworth, Tom Bosley como Maurice, Beth Fowler como Sra. Potts e Stacey Logan como Babette, a espanador feminina interesse amoroso de Lumière. Muitos atores e cantores conhecidos também estrelaram a produção da Broadway durante seus treze anos de duração, incluindo Kerry Butler, Debbie Gibson, Toni Braxton, Andrea McArdle, Jamie-Lynn Sigler, Christy Carlson Romano, Ashley Brown e Anneliese van der Pol como Bela; Chuck Wagner, James Barbour e Jeff McCarthy como a Fera; Meshach Taylor, Patrick Page, Bryan Batt, Jacob Young e John Tartaglia como Lumière; Marc Kudisch, Christopher Sieber e Donny Osmond como Gaston; e Nick Jonas, Harrison Chad e Andrew Keenan-Bolger como Chip. O show encerrou sua exibição na Broadway em 29 de julho de 2007, após 46 prévias e 5.461 apresentações. Até 2017, era o décimo show mais longevo da história na Broadway.

### Filme emlive-action
Em junho de 2014, a Walt Disney Pictures anunciou que uma adaptação cinematográfica em live-action do filme de animação original estava em andamento, com Bill Condon dirigindo e Evan Spiliotopoulos escrevendo o roteiro. Condon planejou originalmente não apenas se inspirar no filme de animação, mas também incluir a maioria, senão todas, das canções de Menken/Rice do musical da Broadway, com a intenção de fazer o filme como um "filme musical direto, de ação ao vivo e de grande orçamento". Em setembro de 2014, foi anunciado que Stephen Chbosky reescreveria o roteiro. Em janeiro de 2015, Emma Watson anunciou através de sua página no Facebook que interpretaria Bela no filme em live-action.
Em março de 2015, Dan Stevens, Luke Evans, Emma Thompson, Josh Gad, Audra McDonald e Kevin Kline se juntaram ao filme como a Fera, Gaston, Sra. Potts, Lefou, Garderobe e Maurice, respectivamente. No mês seguinte, Ian McKellen, Ewan McGregor, Stanley Tucci e Gugu Mbatha-Raw se juntaram ao elenco, como Cogsworth, Lumière, Cadenza e Plumette, respectivamente. O compositor Alan Menken voltou a fazer a trilha sonora do filme, com novo material escrito por Menken e Tim Rice. Em junho de 2015, Menken disse que o filme não incluiria as canções que foram escritas para o musical da Broadway. As filmagens começaram em 18 de maio de 2015, em Londres, e no Shepperton Studios em Surrey, ambos no Reino Unido. A produção foi oficialmente encerrada em agosto de 2015.
O filme foi lançado em 17 de março de 2017 e se tornou um sucesso comercial e de crítica, embora alguns críticos consideraram-no inferior à animação original de 1991.

## Sequências
O sucesso do filme gerou três sequências lançadas diretamente em vídeo: Beauty and the Beast: The Enchanted Christmas (1997) e Belle's Magical World (1998), além da prequela Belle's Tales of Friendship (1999), todas ambientadas na linha do tempo do filme original. O filme também originou uma série de televisão spin-off de ação ao vivo intitulada Sing Me a Story with Belle que foi ao ar de 1995 até 1997.